# Le Friquet
Pour les articles homonymes, voir Friquet.
Le Friquet est un film muet français réalisé par Maurice Tourneur, tourné en 1913 et sorti en 1914.

## Fiche technique
- Réalisation : Maurice Tourneur
- Scénario : Maurice Tourneur, d'après une pièce de Willy et un roman de Gyp
- Société de production : Société Française des Films Éclair
- Pays de production : France
- Format : Muet - Noir et blanc - 1,33:1 - 35 mm
- Durée : 27 minutes
- Date de sortie : 
  - France : 9 janvier 1914

## Distribution
- Polaire : Le Friquet
- Henry Roussel : Comte Hubert de Ganges
- César : Le Mafflu
- André Dubosc : Charley
- Renée Sylvaire
- Gilbert Dalleu